# Université de Milan-Bicocca
L'université de Milan-Bicocca (en italien, Università degli studi di Milano-Bicocca) est une université italienne de la Lombardie, basée à Milan, créée en 1998 comme la seconde université de Milan.

## Historique

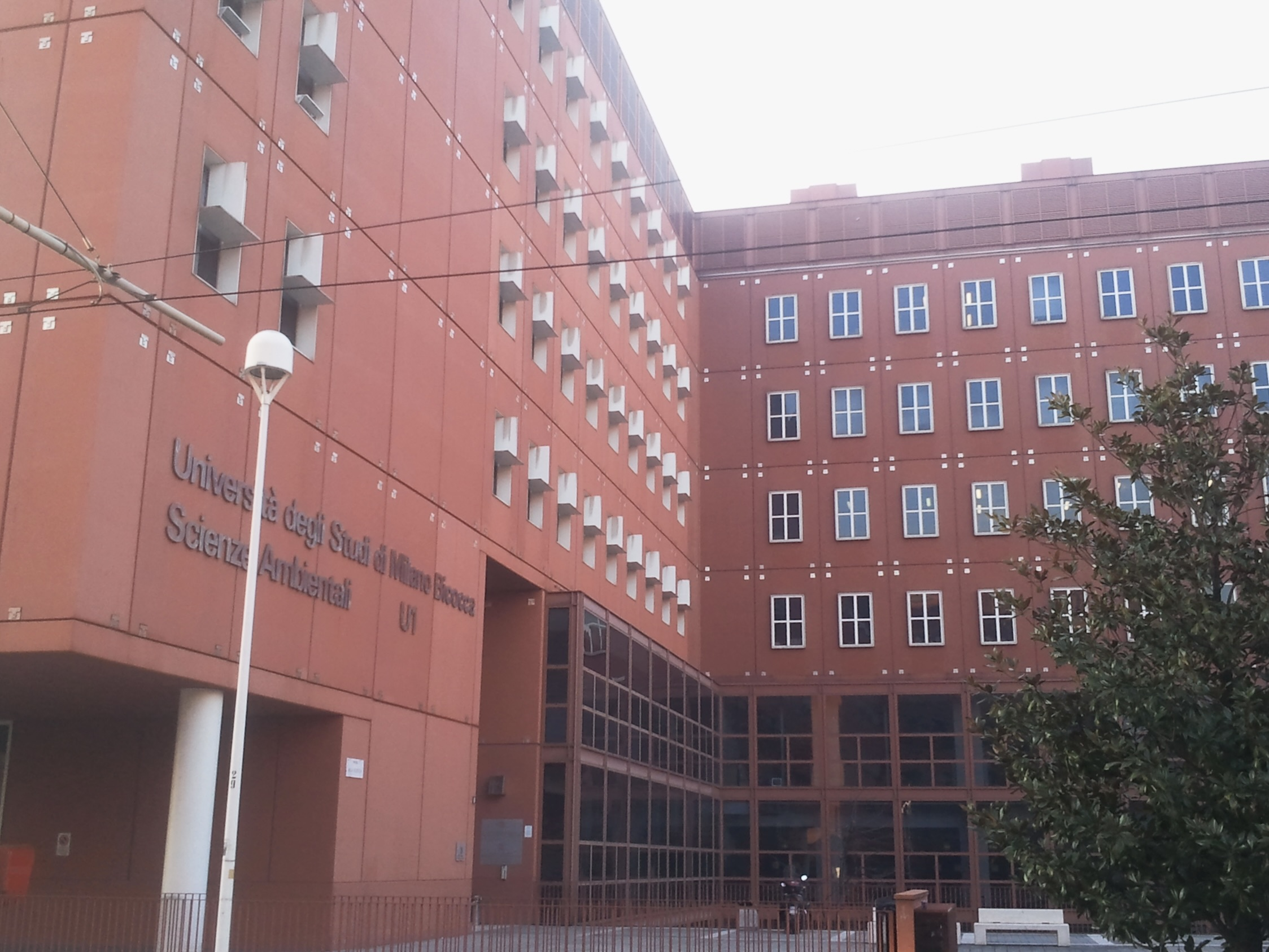
Campus vu de la Piazza della Scienza.

Lors de sa création, le 10 juin 1998, le décret lui donnait comme nom « II Università statale degli studi di Milano. » Le changement de nom date du décret du 12 mars 1999, nom choisi par sondage parmi le personnel de l'université.

## Personnalités liées à l'université

### Professeurs
- Maria Cristina Messa, professeure, rectrice de l'université (2013-2019)